# Adèle Exarchopoulos
Pour les articles homonymes, voir Exarchopoulos.
Adèle Exarchopoulos ([adɛl ɛgzaʁkɔpulɔs]), née le 22 novembre 1993 à Paris 14e, est une actrice française.
Après avoir participé à plusieurs films dans son enfance, elle est révélée en mai 2013 par le film La Vie d'Adèle d'Abdellatif Kechiche. Steven Spielberg, alors président du jury du Festival de Cannes 2013, obtient une dérogation exceptionnelle afin qu'elle reçoive la Palme d'or avec le réalisateur et sa partenaire Léa Seydoux. Quelques mois plus tard, elle reçoit le César du meilleur espoir féminin lors de la 39e cérémonie des César. En 2024, elle reçoit le César de la meilleure actrice dans un second rôle pour Je verrai toujours vos visages.

## Biographie

### Jeunesse
Adèle Exarchopoulos naît d'un père français d'origine grecque, Didier Exarchopoulos, né en 1967, professeur de guitare puis gérant de restaurants au Palais omnisports de Paris-Bercy, et producteur de cinéma, président de la société 1660 Productions,, et d'une mère française infirmière, Marine Niquet. C'est son père qui lui transmet la fibre artistique. Elle a deux frères, Baptiste et Émile Exarchopoulos. Son arrière-grand-père paternel était grec et boxeur,.
Elle grandit à Clichy puis à Paris et prend des cours de théâtre de 2001 à 2005 à l'Acte Neuf à Paris, où elle pratique entre autres l'improvisation théâtrale. C'est en faisant la promotion d'un spectacle d'improvisation théâtrale de sa troupe, dans la rue, qu'elle est repérée pour la première fois par un agent artistique. En parallèle, elle poursuit son cursus scolaire au collège Condorcet, dans le 9e arrondissement de Paris, où elle obtient son brevet. Elle entre au lycée Racine où elle échoue au baccalauréat, « raté à un point » précise-t-elle. Elle décide de ne pas le repasser et souhaite arpenter (sic) les castings.
En 2005, une directrice de casting lui propose de participer au casting d'un long métrage avec Jean Rochefort. Elle n'obtient pas le rôle, mais sa vidéo fait le tour des agences et lui permet de jouer dans le moyen-métrage, tourné en Bretagne, Martha, de Jean-Charles Hue.

### Révélation et reconnaissance critique (2006-2014)

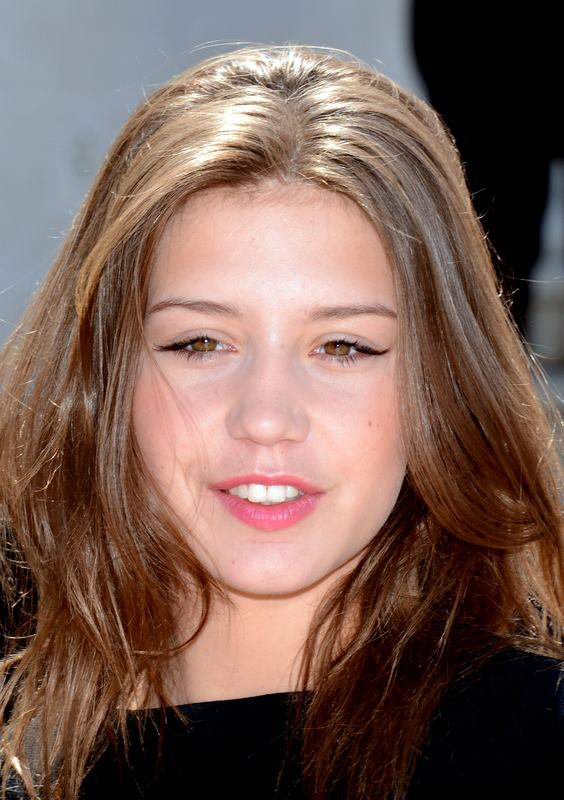
La jeune actrice au festival de Cannes 2013, pour La Vie d'Adèle.

En 2006, elle est repérée par Denis Planat, agent d'un acteur ayant joué avec elle dans Martha, qui la fait débuter à la télévision dans RIS police scientifique (2006).
Elle joue ensuite dans Boxes de Jane Birkin (2006), Les Enfants de Timpelbach de Nicolas Bary (2008), Tête de turc de Pascal Elbé (2009), La Rafle de Roselyne Bosch (2010), Chez Gino de Samuel Benchetrit (2011), Carré blanc de Jean-Baptiste Leonetti (2011), Des morceaux de moi de Nolwenn Lemesle (2013), et enfin La Vie d'Adèle d'Abdellatif Kechiche.
Le casting de ce dernier long-métrage s'éternise sur deux mois, le tournage est difficile, étiré sur six mois et avec de multiples prises de la part du réalisateur,. Si le réalisateur a l'habitude de « puiser dans l'intimité de ses comédiens », elle précise toutefois : « La Vie d'Adèle, ce n'est pas du tout ma vie à moi. » Le succès critique du film la rend célèbre et elle reçoit, en compagnie du réalisateur et de sa partenaire Léa Seydoux, la Palme d'or du Festival de Cannes 2013. Évoquant le tournage du film dans une interview pour Le Parisien en novembre 2017, Adèle Exarchopoulos a déclaré : « Avec le recul, je ne garde que de bons souvenirs de ce film. Sur les plateaux, Abdel me manque. J'aimerais qu'il soit le génie qui sort de sa lampe et me conseille. »
En 2014, elle remporte le César du meilleur espoir féminin.

### Confirmation (depuis 2014)

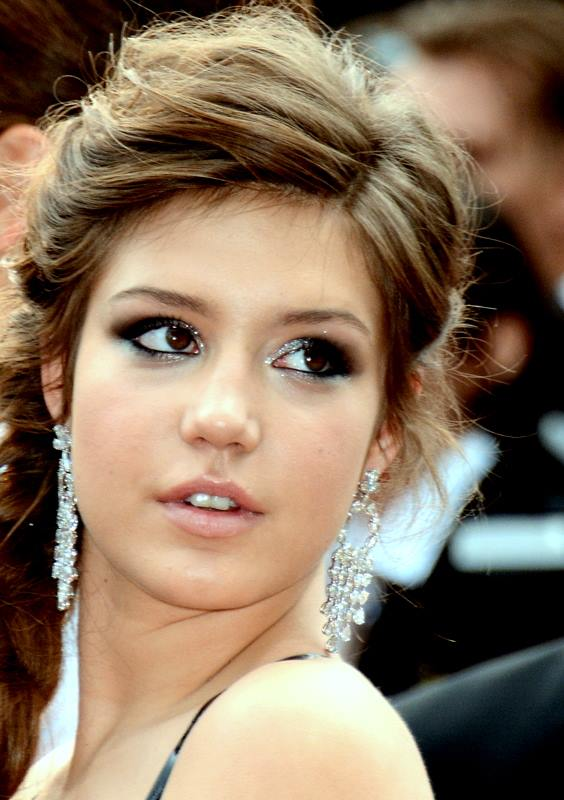
L'actrice au Festival de Cannes 2014.

En 2014, elle apparaît dans deux projets : le drame Qui vive, de Marianne Tardieu, où elle joue une institutrice donnant de l'espoir à un vigile, incarné par Reda Kateb ; et le drame franco-russe Voyage vers la mère de Mikhaïl Kossyrev-Nesterov, elle incarne une Française à la rencontre de son demi-frère russe.
En 2015, elle partage l'affiche du drame Les Anarchistes, d'Élie Wajeman, avec Tahar Rahim. Elle joue également dans un clip réalisé par Louis de Caunes, Apnée, aux côtés de Jérémie Laheurte.
L'année 2016 est marquée par deux déceptions : en premier lieu, le drame Éperdument, de Pierre Godeau (qui l'oppose à un autre « césarisé », Guillaume Gallienne), est reçu fraîchement. Puis l'ambitieux drame américain The Last Face, réalisé par Sean Penn, qui lui donne pourtant la possibilité de côtoyer Javier Bardem et Charlize Theron, connaît une réception catastrophique au Festival de Cannes 2016.
En 2017, l'actrice partage l'affiche du film-concept Orpheline, d'Arnaud des Pallières, où elle incarne, avec Adèle Haenel, Solène Rigot et Véga Cuzytek, l'héroïne à des âges différents. Enfin, elle évolue aux côtés de Matthias Schoenaerts dans le drame Le Fidèle, coécrit et réalisé par Michaël R. Roskam.
Entretemps, elle pose dans des séries de photos pour Stéphane Sednaoui, Patrick Demarchelier avec lequel elle fait la couverture du Vogue Russia en juin 2016 ou pour David Sims ; elle fait également de la publicité pour Miu-Miu.
Trois ans après l'échec de The Last Face, elle revient au Festival de Cannes 2019 pour jouer dans le thriller Sibyl : elle y incarne une actrice obsédant sa psy, interprétée par Virginie Efira, titulaire du rôle-titre.
En 2020, elle s'essaye pour la première fois à la comédie dans Mandibules, du réalisateur Quentin Dupieux présenté en avant-première de la Mostra de Venise 2020, où elle joue un personnage inspiré de la militante écologiste suédoise Greta Thunberg. Cette même année, elle est aussi l'interprète du personnage de Soraya, dans la série comique La Flamme, réalisée par Jonathan Cohen. Elle reprend son rôle en 2022 dans Le Flambeau : Les aventuriers de Chupacabra.
En 2021, elle est l'invitée de la saison 2 de True Story diffusé sur Prime Video animé par Bilal Hassani et Léna Situations où dans un épisode qui lui est consacré, elle raconte une histoire folle qui lui est arrivée.
Sorti en mars 2022, le film Rien à foutre par Emmanuel Marre et Julie Lecoustre lui vaut un nouveau bon accueil critique, dans un rôle de jeune hôtesse de l'air absorbée par le rythme déboussolant de son travail,,.
En 2023, elle participe à la troisième saison de LOL : qui rit, sort ! sur Prime Video. En mars 2023, elle est à l'affiche de Je verrai toujours vos visages, un film de Jeanne Herry, entourée d'une distribution réunissant notamment Gilles Lellouche, Leïla Bekhti, Miou-Miou et beaucoup d'autres, Adèle Exarchopoulos interprète une jeune femme en quête de réparation après un événement traumatisant. Pour cette interprétation, elle reçoit le César de la meilleure actrice dans un second rôle lors de la 49e cérémonie des César.
En 2024, elle est à l'affiche de L'Amour ouf réalisé par Gilles Lellouche et présenté en compétition au 77e festival de Cannes, ainsi que Planète B réalisé par Aude-Léa Rapin,.

### Vie privée et prises de position
Jusqu’en 2016, elle est en couple avec l'acteur Jérémie Laheurte, qu'elle a rencontré sur le tournage de La Vie d'Adèle.
De février 2016 à 2017, elle est en couple avec le rappeur Doums,, avec qui elle a eu un fils, né en avril 2017,,.
En novembre 2020, alors qu'Abdellatif Kechiche est accusé d'agression sexuelle par une actrice de 29 ans, Adèle Exarchopoulos se confie sur sa relation avec le réalisateur de La Vie d'Adèle dans une interview au magazine Elle : « Même si on ne se voit pas, c'est quelqu'un que j'aimerai toute ma vie. Je pense à lui souvent, j'espère qu'il est heureux. Ma rencontre avec lui a été déterminante sur mon envie de faire du cinéma. Certes, Abdellatif est un être complexe. Mais il me bouleverse parce que je le connais vraiment. ». Dans une interview accordée au journal américain Los Angeles Times en juillet 2023, elle déclare qu'elle est toujours très proche de Kechiche. Adèle Exarchopoulos a remercié Abdellatif Kechiche lors de son discours à la 49e cérémonie des César le 23 février 2024.
Elle déclare être croyante et y voir cependant une expérience très personnelle. Elle affirme avoir une religion, mais ne souhaite pas préciser laquelle,. Elle s'oppose à l'interdiction de l'abaya en milieu scolaire public.
En octobre 2024, elle officialise sa relation avec François Civil,, à qui elle avait déjà donné la réplique dans BAC Nord et avec lequel elle partage l'affiche de L'Amour ouf.

## Filmographie

### Cinéma

#### Longs métrages
- 2006 : Boxes de Jane Birkin : Lilli
- 2008 : Les Enfants de Timpelbach de Nicolas Bary : Marianne
- 2010 : Tête de turc de Pascal Elbé : Nina, l'amie de Bora
- 2010 : La Rafle de Roselyne Bosch : Hannah Traube
- 2011 : Chez Gino de Samuel Benchetrit : Maria Roma
- 2011 : Carré blanc de Jean-Baptiste Leonetti : Marie jeune
- 2013 : Des morceaux de moi de Nolwenn Lemesle : Erell
- 2013 : La Vie d'Adèle : Chapitres 1 et 2 d'Abdellatif Kechiche : Adèle
- 2013 : I Used to Be Darker de Matthew Porterfield : Camille
- 2014 : Qui vive de Marianne Tardieu : Jenny
- 2014 : Voyage vers la mère (Поездка к матери) de Mikhaïl Kossyrev-Nesterov : Marie-Louise
- 2015 : Les Anarchistes d'Élie Wajeman : Judith Lorillard
- 2016 : Éperdument de Pierre Godeau : Anna Amari
- 2016 : The Last Face de Sean Penn : Ellen
- 2017 : Orpheline d'Arnaud des Pallières : Sandra
- 2017 : Le Fidèle de Michaël R. Roskam : Bibi
- 2018 : Noureev (The White Crow) de Ralph Fiennes : Clara Saint
- 2019 : Sibyl de Justine Triet : Margot Vasilis
- 2019 : Revenir de Jessica Palud : Mona
- 2020 : Forte de Katia Lewkowicz : la vendeuse chez Sephora
- 2020 : Mandibules de Quentin Dupieux : Agnès
- 2020 : BAC Nord de Cédric Jimenez : Nora
- 2021 : Rien à foutre d'Emmanuel Marre et Julie Lecoustre : Cassandre
- 2022 : Les Cinq Diables de Léa Mysius : Joanne
- 2022 : Fumer fait tousser de Quentin Dupieux : Céline
- 2023 : Je verrai toujours vos visages de Jeanne Herry : Chloé Delarme
- 2023 : Passages d'Ira Sachs : Agathe
- 2023 : Un métier sérieux de Thomas Lilti : Meriem
- 2023 : Le Règne animal de Thomas Cailley : Julia
- 2023 : Voleuses de Mélanie Laurent : Alex
- 2023 : Nouveaux Riches de Julien Royal : elle-même
- 2024 : L'Amour ouf de Gilles Lellouche : Jackie, à 25 ans
- 2024 : Planète B d'Aude-Léa Rapin : Julia Bombarth
- 2025 : L'Accident de piano de Quentin Dupieux : Magalie
- 2025 : Chien 51 de Cédric Jimenez : Salia

#### Courts métrages
- 2005 : Martha de Jean-Charles Hue : Martha
- 2013 : Making a Scene de Janusz Kamiński : la femme
- 2015 : Apnée de Louis de Caunes : Elle
- 2020 : Cet autre hiver de Margo Brière Bordier : Nina

### Télévision

#### Séries télévisées
- 2006 : RIS police scientifique : Sarah Berthemont (saison 2, épisode 2)
- 2020 : La Flamme : Soraya
- 2022 : Le Flambeau : Les Aventuriers de Chupacabra : Soraya
- 2023 : LOL : qui rit, sort ! : elle-même
- 2025 : Too Much de Lena Dunham : Polly

### Doublage
- 2023 : Élémentaire (Elemental) de Peter Sohn : Flam[40] (version française)
- 2024 : Vice-versa 2 (Inside Out 2) de Kelsey Mann (en) : Ennui[41] (versions originale, française et québécoise)

## Théâtre
- 2019 : La Trilogie de la vengeance, texte et mise en scène Simon Stone, Théâtre de l'Odéon - Ateliers Berthier

## Distinctions

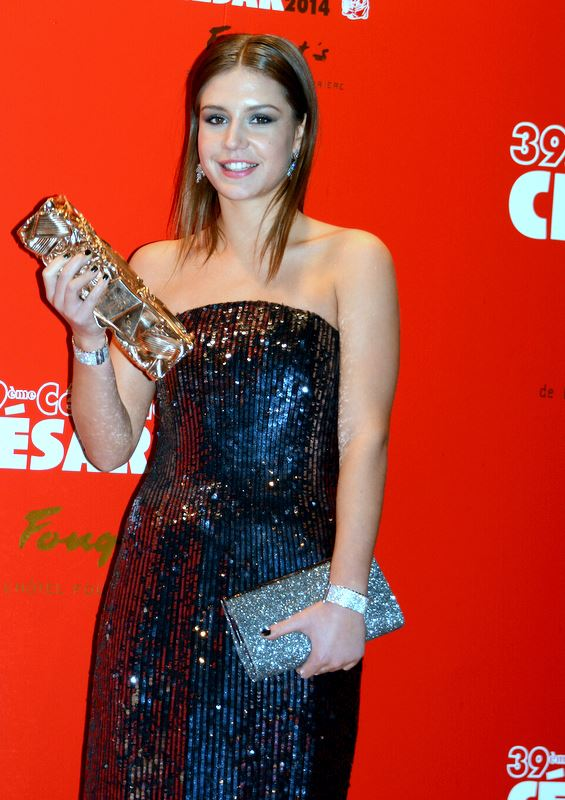
Adèle Exarchopoulos lors de la cérémonie des César 2014.

### Récompenses
- Festival de Cannes 2013 : Palme d'or pour La Vie d'Adèle d'Abdellatif Kechiche[Note 2],[42]
- Festival international du film des Hamptons 2013 : Meilleur espoir pour La Vie d'Adèle
- Festival international du film de Santa Barbara 2013 : Virtuoso Award
- National Board of Review Awards 2013 : Meilleure révélation féminine pour La Vie d'Adèle
- Los Angeles Film Critics Association Awards 2013 : Meilleure actrice pour La Vie d'Adèle
- Dublin Film Critics Circle Awards 2013 : Meilleure nouvelle actrice pour La Vie d'Adèle
- New York Film Critics Online Awards 2013 : Révélation féminine pour La Vie d'Adèle
- Chicago Film Critics Association Awards 2013 : Révélation féminine pour La Vie d'Adèle
- Indiana Film Journalists Association Awards 2013 : Meilleure actrice pour La Vie d'Adèle
- Utah Film Critics Association Awards 2013 : Meilleure actrice pour La Vie d'Adèle
- Village Voice Film Poll 2013 : Meilleure actrice pour La Vie d'Adèle
- Festival de Cannes 2014 : trophée Chopard
- Central Ohio Film Critics Association Awards 2014 : Meilleure actrice et artiste le plus prometteur pour La Vie d'Adèle
- César 2014 : Meilleur espoir féminin pour La Vie d'Adèle
- Critics' Choice Movie Awards 2014 : Meilleur espoir pour La Vie d'Adèle
- Étoiles d'or du cinéma français 2014 : Meilleur premier rôle féminin et Meilleure révélation féminine pour La Vie d'Adèle
- Globe de cristal 2014 : Meilleure actrice pour La Vie d'Adèle
- Prix Lumières 2014 : Meilleur espoir féminin pour La Vie d'Adèle
- Prix Romy-Schneider 2014
- Festival international du film francophone de Namur 2016 : Meilleure comédienne pour Orpheline
- César 2024 : Meilleure actrice dans un second rôle pour Je verrai toujours vos visages

### Nominations
- Chicago Film Critics Association Awards 2013 : Meilleure actrice pour La Vie d'Adèle
- Detroit Film Critics Society Awards 2013 : Meilleure actrice pour La Vie d'Adèle
- Dublin Film Critics' Circle Awards 2013 : Meilleure actrice pour La Vie d'Adèle
- New York Film Critics Circle Awards 2013 : Meilleure actrice pour La Vie d'Adèle
- Online Film Critics Society Awards 2013 : Meilleure actrice pour La Vie d'Adèle
- San Diego Film Critics Society Awards 2013 : Meilleure actrice pour La Vie d'Adèle
- San Francisco Film Critics Circle Awards 2013 : Meilleure actrice pour La Vie d'Adèle
- Satellite Awards 2013 : Meilleure actrice pour La Vie d'Adèle
- Washington DC Area Film Critics Association Awards 2013 : Meilleure jeune performance pour La Vie d'Adèle
- London Critics Circle Film Awards 2014 : Meilleure actrice pour La Vie d'Adèle
- New York Film Critics Circle Awards 2014 : Meilleure actrice pour La Vie d'Adèle
- César 2022 : Meilleure actrice dans un second rôle pour Mandibules
- César 2023 : Meilleure actrice pour Rien à foutre
- César 2025 : meilleure actrice pour L'Amour ouf